# 札幌モーターショー
札幌モーターショー（さっぽろモーターショー）は、東京モーターショーが開催される年度に、北海道札幌市で開催されるモーターショー。略称は、SMSxxxx（xxxxには開催年）。東京モーターショーが2023年よりJAPAN MOBILITY SHOWとなったことから2024年よりSAPPORO MOBILITY SHOWとなった。

## 概要
「札幌モーターショー2012」の主催者や北海道庁、北海道新聞などは、同見本市を「北海道初の総合モーターショー」とし、「東京、名古屋、大阪、福岡に次いで国内5番目の開催」であると宣伝した。
しかし、「札幌モーターショー」という名称は、1999年（平成11年）11月26日～28日、および、2001年（平成13年）12月7日～9日の日程で札幌流通総合会館（アクセスサッポロ）にて開催された自動車見本市でも使用されている。また、東京モーターショーの巡回展は、歴史の古い順に東京→名古屋→仙台→大阪→福岡と順次開催されるのが通例なのだが、新規開催として福岡の次に入った「札幌モーターショー2012」が、国内6番目なのに「国内5番目」と宣伝されている。以上のように、宣伝内容と実際との間には一部ずれが存在する。

## 歴史
| 回数  | 会期                    | 出品社数 | 出品車数 | 入場者数  | テーマ                         | イメージガール （札幌モーターショーガール） |
| ----- | ----------------------- | -------- | -------- | --------- | ------------------------------ | ------------------------------------------- |
| 第1回 | 2012年2月17日 - 2月19日 | 28社     | 179台    | 125,195人 | クルマの未来、北海道に集結。   | 大下菜織、森川望美                          |
| 第2回 | 2014年2月14日 - 2月16日 | 41社     | 216台    | 115,264人 | 未来のはなしをしよう。         | アルマン芽生、米川由莉                      |
| 第3回 | 2016年1月22日 - 1月24日 | 40社     | 215台    | 106,411人 | 夢は加速する。                 | 田川未空、山本愛                            |
| 第4回 | 2018年1月19日 - 1月21日 | - 社     | - 台     | 95,903人  | あなたを あしたへ つれていく。 | 山田かおり、池田彩夏                        |
| 第5回 | 2020年1月17日 - 1月19日 | 34社     | 170台    | 90,599人  | 未来は。想像より体験だ。       | 雪ミク（公式アンバサダー）                  |

### 第5回
第5回では、これまで起用されていた札幌モーターショーガールを廃止、高校生以下の入場料を無料とした。「SMS2020 Project」と題して札幌市と「シティプロモート連携協定」がされているクリプトン・フューチャー・メディア社の雪ミクが採用された。キャラクターの作画はイラストレーターの黒獅子。2019年10月4日よりクラウドファンディングを行い達成金額のノルマを課し3Dキャラクター、TVCM、動画、北海道新聞に達成御礼の広告などの制作に成功した。3Dキャラクターモデリングは、つみだんご。衣装モデリングは銀獅、ばね＠まじめもでら。全てのノルマ達成後、新たに設定金額を課され、札幌モーターショーオリジナルソング「bright horizon」が制作された。作詞作曲は、ボカロPのねじ式。支援した者には設定金額によりイベントグッズの配布や動画に名前が掲載された。

## 主な出展社

### 自動車

#### 日本
- 本田技研工業
- 日産自動車
- トヨタ自動車
  - レクサス
- マツダ
- 富士重工業
- 三菱自動車工業
- スズキ
- ダイハツ工業

#### アメリカ
- フォード・モーター
- クライスラー
  - ジープ
  - ダッジ
- ポラリス・インダストリーズ

#### イギリス
- ランドローバー
- ジャガー

#### イタリア
- フィアット
  - アバルト
  - フェラーリ
  - マセラティ
  - アルファロメオ

#### ドイツ
- フォルクスワーゲン
  - アウディ
    - ランボルギーニ
- ダイムラー
  - メルセデス・ベンツ
  - スマート
- BMW
  - MINI
  - ロールス・ロイス
- ポルシェ

### 二輪

#### 日本
- スズキ
- 本田技研工業

#### イタリア
- ピアッジオ
  - アプリリア
  - モト・グッツィ
- ドゥカティ
- MVアグスタ

#### イギリス
- トライアンフ

#### ドイツ
- BMWモトラッド

#### オーストリア
- KTM
  - ハスクバーナ

#### アメリカ
- ハーレーダビッドソン
- ポラリス
  - インディアン
  - ビクトリー
- BRP
  - カンナム

## 公開された車種（コンセプトカー）
2012年

### 日本のメーカー
自動車
- 日産・PIVO3
- 日産・ESFLOW
- 日産・LEAF NISMO Concept
- 日産・LEAF NISMO RC
- 日産・キャラバン コンセプト
- ホンダ・EV-STER
- ホンダ・AC-X
- 三菱・ミラージュ
- トヨタ・FT-EV III
- ダイハツ・D-X
- ダイハツ・PICO
- スバル・ADVANCED TOURER CONCEPT
- スバル・BRZ
- スズキ・Q-CONCEPT
- マツダ・CX-5

二輪

### 日本国外のメーカー
自動車
- ジープ・コンパス
- メルセデス・ベンツ・B180 Blue EFFICIENCY Sports
- メルセデス・ベンツ・ML350 4MATIC Blue EFFICIENCY（Edition 1）
- フォルクスワーゲン・ザ・ビートル

## 特設ブース

### 北海道・中小企業基盤整備機構北海道本部
2012年より北海道・中小企業基盤整備機構北海道本部主催の特設ブースが設けられる。ここでは北海道の中小企業による展示、北海道の学生が制作した車輌も展示される。

### さっぽろスイーツカフェ
2012年より開催。札幌商工会議所が運営。札幌市内の洋菓子店を集約させた特設ブースが設けられる。会場限定の洋菓子（ケーキなど）が販売される。イートインスペースもある。

### パンフェスタ
2020年に開催。パンコーディネーターの森まゆみが厳選した、北海道のパン屋を集約させた特設ブースが設けられパンが販売される。

## 交通アクセス
- シャトルバス
  - 臨時シャトルバス（北海道立産業共進会場発 - 無料駐車場）
- 北海道中央バス札幌ドーム前停留所
- 札幌市営地下鉄東豊線福住駅
- 福住バスターミナル
  - 北海道中央バス
  - 新千歳空港連絡バス（北海道中央バス・北都交通）

## 開催概要

### 主催
- 札幌モーターショーXXXX実行委員会（XXXXは開催年） 
  - 北海道経済産業局
  - 北海道運輸局
  - 中小企業基盤整備機構北海道本部
  - 北海道
  - 札幌市
  - 北海道経済連合会
  - 北海道商工会議所連合会
  - 札幌商工会議所
  - 北海道観光振興機構
  - 札幌ドーム
  - 四輪ゾーン組織委員会
  - 二輪ゾーン組織委員会
  - 北海道自動車産業集積促進協議会
  - 北海道新聞社
  - 道新スポーツ
  - 北海道文化放送
  - エフエム北海道

ほか

### 共催
- 日本自動車工業会
- 日本自動車部品工業会
- 北海道開発局
- 日本自動車販売協会連合会札幌支部
- 札幌地区軽自動車協会
- 日本自動車輸入組合
- 自動車技術会北海道支部
- 北海道自動車短期大学
- 朝日新聞北海道支社
- 毎日新聞北海道支社
- 読売新聞北海道支社
- 日本経済新聞社札幌支社
- 日刊自動車新聞社
- 北海道放送
- 札幌テレビ放送
- 北海道テレビ
- テレビ北海道
- STVラジオ
- FMノースウェーブ
- 時事通信社札幌支社
- 共同通信社札幌支社

ほか